# Morten Duncan Rasmussen
Morten ("Duncan") Niclas Rasmussen (Kopenhagen, 31 januari 1985) is een Deens voetballer (aanvaller) die sinds 2012 voor de Deense eersteklasser FC Midtjylland uitkomt. Daarvoor speelde hij voor onder meer Brøndby IF, Aalborg BK, Celtic en 1. FSV Mainz 05.

## Interlandcarrière
Rasmussen nam met Denemarken U21 deel aan de EK-eindronde 2006 in Portugal, waar de ploeg van bondscoach Flemming Serritslev werd uitgeschakeld in de eerste ronde. Onder leiding van bondscoach Morten Olsen maakte Rasmussen zijn debuut voor nationale A-ploeg van Denemarken op 11 oktober 2008 in de WK-kwalificatiewedstrijd tegen Malta (3-0). Hij viel in dat duel na 76 minuten in voor Søren Larsen (Toulouse FC).
| Interlands van Morten Duncan Rasmussen voor Denemarken | Interlands van Morten Duncan Rasmussen voor Denemarken | Interlands van Morten Duncan Rasmussen voor Denemarken | Interlands van Morten Duncan Rasmussen voor Denemarken | Interlands van Morten Duncan Rasmussen voor Denemarken | Interlands van Morten Duncan Rasmussen voor Denemarken |
| №                                                      | Datum                                                  | Wedstrijd                                              | Uitslag                                                | Competitie                                             | Goals                                                  |
| Als speler van Brøndby IF                              | Als speler van Brøndby IF                              | Als speler van Brøndby IF                              | Als speler van Brøndby IF                              | Als speler van Brøndby IF                              | Als speler van Brøndby IF                              |
| ------------------------------------------------------ | ------------------------------------------------------ | ------------------------------------------------------ | ------------------------------------------------------ | ------------------------------------------------------ | ------------------------------------------------------ |
| 1                                                      | 11 oktober 2008                                        | Denemarken – Malta                                     | 3 – 0                                                  | WK-kwalificatie                                        | 0                                                      |
| 2                                                      | 14 november 2009                                       | Denemarken – Zuid-Korea                                | 0 – 0                                                  | Oefeninterland                                         | 0                                                      |
| 3                                                      | 18 november 2009                                       | Denemarken – Verenigde Staten                          | 3 – 1                                                  | Oefeninterland                                         | 0                                                      |
| Als speler van 1. FSV Mainz 05                         |                                                        |                                                        |                                                        |                                                        |                                                        |
| 4                                                      | 12 oktober 2010                                        | Denemarken – Cyprus                                    | 2 – 0                                                  | EK-kwalificatie                                        | Goal                                                   |
| 5                                                      | 17 november 2010                                       | Denemarken – Tsjechië                                  | 0 – 0                                                  | Oefeninterland                                         | 0                                                      |
| Als speler van FC Midtjylland                          |                                                        |                                                        |                                                        |                                                        |                                                        |
| 6                                                      | 15 oktober 2013                                        | Denemarken – Malta                                     | 6 – 0                                                  | WK-kwalificatie                                        | Goal · Goal                                            |

## Erelijst
FC Midtjylland
- Deens landskampioenschap

2015